# Petra Stuber
Petra Stuber (* 1956) ist eine deutsche Theaterwissenschaftlerin und Hochschullehrerin.

## Leben
Stuber studierte Kultur-, Theater- und Literaturwissenschaft. Zunächst war sie am Theater tätig. Im Jahr 1985 wurde sie mit Untersuchungen zum Begriff des Tragischen in der marxistisch-leninistischen Ästhetik zum Dr. phil. promoviert. Von 1985 bis 1992 lehrte sie an der Theaterhochschule „Hans Otto“ Leipzig. Von 1990 bis 1992 wirkte sie am Institut für Theater-, Film- und Fernsehwissenschaft der Freien Universität Berlin, von 1992 bis 2001 am Institut für Theaterwissenschaft der Universität Leipzig. Sie war Gastdozentin an der Universität Glasgow, der Universität Bern, University of California, San Diego und der Waseda-Universität in Tokio. Im Jahr 1998 habilitierte sie sich an der Universität Leipzig mit einer Arbeit zur Geschichte des DDR-Theaters. Von 2001 bis 2020 lehrte sie als Professorin für Theaterdramaturgie und Theatergeschichte an der Hochschule für Musik und Theater „Felix Mendelssohn Bartholdy“ Leipzig.
Petra Stuber ist die Mutter des Filmregisseurs Thomas Stuber.